# Nati nel 1906/Marzo
| Questa pagina contiene informazioni ricavate automaticamente dalle voci biografiche con l'ausilio del template Bio e di un bot. L'aggiornamento è periodico e automatico e ricostruisce completamente la pagina. Se manca una persona in questa lista, sei pregato di non aggiungerla, ma accertati piuttosto che la sua voce biografica contenga il template Bio e che i dati anagrafici siano correttamente compilati. Se il template Bio manca, inseriscilo tu stesso o, in alternativa, metti l'avviso {{tmp\|Bio}} che ne segnala la mancanza. Se i dati riportati sono sbagliati, correggi direttamente la voce biografica; le modifiche saranno visibili in questa lista entro pochi giorni. Per chiarimenti vedi il progetto biografie. La lista contiene solo le 123 persone che sono citate nell'enciclopedia e per le quali è stato implementato correttamente il template Bio. Pagina aggiornata al 10 mag 2025. |

- 1º marzo - Enrico Bertarelli, militare italiano († 1942)
- 1º marzo - Fernando Giudicelli, calciatore brasiliano († 1968)
- 1º marzo - Milutin Ivković, calciatore jugoslavo († 1943)
- 1º marzo - Hjalmar Karlsson, velista svedese († 1992)
- 1º marzo - Franz Konrad, militare austriaco († 1952)
- 1º marzo - Phạm Văn Đồng, politico vietnamita († 2000)
- 1º marzo - Camilla Spira, attrice tedesca († 1997)
- 2 marzo - Jan Ankerman, hockeista su prato olandese († 1942)
- 2 marzo - Boris Demidovič, matematico sovietico († 1977)
- 2 marzo - Charles Howard, XX conte di Suffolk, nobile e militare britannico († 1941)
- 2 marzo - Fang Ganmin, pittore cinese († 1984)
- 2 marzo - Paul Rimbaud, militare francese († 1940)
- 2 marzo - Pietro Scaglione, magistrato italiano († 1971)
- 2 marzo - Károly Weichelt, calciatore rumeno († 1971)
- 3 marzo - Albert Barthélémy, ciclista su strada francese († 1988)
- 3 marzo - Barney Bigard, clarinettista, sassofonista e compositore statunitense († 1980)
- 3 marzo - Evgenij Leonidovič Krinov, astronomo e geologo russo († 1984)
- 3 marzo - Artur Lundkvist, scrittore svedese († 1991)
- 4 marzo - Phil Davis, fumettista statunitense († 1964)
- 4 marzo - Meindert DeJong, scrittore statunitense († 1991)
- 4 marzo - Roberto Mañalich, schermidore cubano
- 4 marzo - Georges Ronsse, ciclista su strada, ciclocrossista e pistard belga († 1969)
- 5 marzo - Raisa Esipova, attrice sovietica († 1994)
- 5 marzo - Rudolf Krčil, allenatore di calcio e calciatore cecoslovacco († 1981)
- 6 marzo - Francesco Chieffi, politico italiano († 1968)
- 6 marzo - Lou Costello, attore e comico statunitense († 1959)
- 6 marzo - Luis Duggan, giocatore di polo argentino († 1987)
- 6 marzo - Lucy Hillebrand, architetto tedesco († 1997)
- 7 marzo - Jaroslav Burgr, calciatore cecoslovacco († 1986)
- 7 marzo - Virgilio Dagnino, scrittore, giornalista e banchiere italiano († 1997)
- 7 marzo - Ernest Archibald McNab, militare canadese († 1977)
- 8 marzo - Francisco Cepeda, ciclista su strada spagnolo († 1935)
- 8 marzo - Victor Hasselblad, ingegnere e inventore svedese († 1978)
- 8 marzo - Louis Peglion, ciclista su strada francese († 1986)
- 8 marzo - Aleksandr Arturovič Rou, regista sovietico († 1973)
- 9 marzo - Vincenzo D'Angelo, pittore, poeta e scrittore italiano († 1984)
- 9 marzo - Plácido Galindo, calciatore peruviano († 1988)
- 9 marzo - Dušan Marković, calciatore jugoslavo († 1974)
- 9 marzo - Sidney Meyers, regista, montatore e musicista statunitense († 1969)
- 9 marzo - David Smith, scultore statunitense († 1965)
- 9 marzo - Horst von Usedom, generale tedesco († 1970)
- 10 marzo - Luigi Servolini, incisore, critico d'arte e storico dell'arte italiano († 1981)
- 10 marzo - Alberto Soria, calciatore peruviano († 1980)
- 11 marzo - Beppo Brem, attore tedesco († 1990)
- 11 marzo - Zino Davidoff, imprenditore svizzero († 1994)
- 11 marzo - Luigi Poggi, velista italiano († 1962)
- 11 marzo - Giacomo Tomasini, calciatore italiano († 1980)
- 12 marzo - John Arledge, attore statunitense († 1947)
- 12 marzo - John William Comber, vescovo cattolico e missionario statunitense († 1998)
- 12 marzo - Rusty Saunders, cestista e giocatore di baseball statunitense († 1967)
- 13 marzo - Isidor Markovič Annenskij, regista cinematografico sovietico († 1977)
- 13 marzo - Aimé Deolet, ciclista su strada belga († 1986)
- 13 marzo - Alex Massie, calciatore e allenatore di calcio scozzese († 1977)
- 13 marzo - Hugo Murero, allenatore di pallacanestro tedesco († 1968)
- 13 marzo - Antoine Nguyễn Văn Thiện, vescovo cattolico vietnamita († 2012)
- 13 marzo - Frank Teschemacher, clarinettista e sassofonista statunitense († 1932)
- 13 marzo - Evald Tipner, calciatore estone († 1947)
- 13 marzo - Eugenio di Savoia-Genova, ammiraglio italiano († 1996)
- 14 marzo - Rodolfo Biagi, musicista argentino († 1969)
- 14 marzo - Heinz Buchholz, giurista e letterato tedesco († 1983)
- 14 marzo - Martha Del Vecchio, pianista italiana († 1991)
- 14 marzo - Fazıl Küçük, giornalista e politico cipriota († 1984)
- 15 marzo - Leonid Fëdorovič Il'ičëv, politico, filosofo e giornalista sovietico († 1990)
- 15 marzo - Toivo Reingoldt, nuotatore finlandese († 1941)
- 15 marzo - Helen Wainwright, tuffatrice e nuotatrice statunitense († 1965)
- 16 marzo - Francisco Ayala, scrittore spagnolo († 2009)
- 16 marzo - Domenico Cantatore, pittore, illustratore e scrittore italiano († 1998)
- 17 marzo - Michael O'Shea, attore statunitense († 1973)
- 18 marzo - Ángel Borlenghi, sindacalista e politico argentino († 1962)
- 18 marzo - Charles Bouleau, pittore, incisore e saggista francese († 1987)
- 18 marzo - Pierre-Antoine Cousteau, giornalista e scrittore francese († 1958)
- 18 marzo - Valdemar Mota, calciatore portoghese († 1966)
- 18 marzo - Paul Rassinier, scrittore e politico francese († 1967)
- 18 marzo - Karl Sesta, allenatore di calcio e calciatore austriaco († 1974)
- 19 marzo - Pedro Chalú, calciatore argentino
- 19 marzo - Adolf Eichmann, militare, funzionario e criminale di guerra tedesco († 1962)
- 19 marzo - Roy Roberts, attore statunitense († 1975)
- 20 marzo - Abraham Beame, politico statunitense († 2001)
- 20 marzo - Giorgio Giobbe, militare italiano († 1941)
- 20 marzo - Nikolaus Hirschl, lottatore austriaco († 1991)
- 20 marzo - Sten Moe, calciatore norvegese († 1975)
- 21 marzo - Helen Deutsch, sceneggiatrice e giornalista statunitense († 1992)
- 21 marzo - Pina Sacconaghi, pittrice italiana († 1994)
- 21 marzo - Jim Thompson, imprenditore statunitense († 1967)
- 22 marzo - Anna Benericetti, supercentenaria italiana († 2019)
- 22 marzo - Eraldo Patrucco, calciatore italiano († 1977)
- 23 marzo - José Della Torre, allenatore di calcio e calciatore argentino († 1979)
- 23 marzo - Jimmy Hampson, calciatore britannico († 1938)
- 23 marzo - Frank Haubold, ginnasta statunitense († 1985)
- 23 marzo - Simon Hòa Nguyễn Văn Hiền, vescovo cattolico vietnamita († 1973)
- 23 marzo - Guglielmo Segato, ciclista su strada italiano († 1979)
- 23 marzo - Hans Walzhofer, calciatore austriaco († 1970)
- 24 marzo - Armando Barrientos, schermidore cubano († 1998)
- 24 marzo - Charles Debeur, schermidore belga († 1981)
- 24 marzo - Dwight Macdonald, scrittore, filosofo e sociologo statunitense († 1982)
- 25 marzo - Angelo Beltaro, calciatore italiano († 1995)
- 25 marzo - Augusts Brēdersons, calciatore lettone
- 25 marzo - Claire Roman, aviatrice, infermiera e paracadutista francese († 1941)
- 25 marzo - John Howard Pyle, politico statunitense († 1987)
- 25 marzo - Jean Sablon, cantante e attore francese († 1994)
- 25 marzo - A. J. P. Taylor, storico e giornalista britannico († 1990)
- 25 marzo - Pál Teleki, calciatore e allenatore di calcio rumeno († 1984)
- 25 marzo - Curley Weaver, cantante, chitarrista e cantautore statunitense († 1962)
- 26 marzo - Olao Cerini, allenatore di calcio e calciatore italiano († 1964)
- 26 marzo - Rafael Méndez, trombettista messicano († 1981)
- 26 marzo - Boris Schwarz, violinista, musicologo e insegnante statunitense († 1983)
- 27 marzo - Bernhard Britz, ciclista su strada svedese († 1935)
- 27 marzo - Cecil Purdy, scacchista australiano († 1979)
- 27 marzo - Pee Wee Russell, clarinettista e sassofonista statunitense († 1969)
- 28 marzo - Boleslaw Barlog, regista tedesco († 1999)
- 28 marzo - Jim Bausch, multiplista statunitense († 1974)
- 28 marzo - Jack Guest, canottiere canadese († 1972)
- 28 marzo - Joseph Wright Jr., canottiere canadese († 1981)
- 28 marzo - Egon Zill, ufficiale tedesco († 1974)
- 29 marzo - E. Power Biggs, organista e clavicembalista britannico († 1977)
- 29 marzo - Tamara Chanum, ballerina, coreografa e attrice sovietica († 1991)
- 29 marzo - Roman Schramseis, calciatore e allenatore di calcio austriaco († 1988)
- 30 marzo - Raymond Bru, schermidore belga († 1989)
- 30 marzo - Erika Groth-Schmachtenberger, fotografa tedesca († 1992)
- 30 marzo - Gustaf Klarén, lottatore svedese († 1984)
- 31 marzo - Oleksij Hordijovyč Jeremenko, politico e militare sovietico († 1942)
- 31 marzo - Shin'ichirō Tomonaga, fisico giapponese († 1979)
- 31 marzo - Bernhard Welte, teologo e filosofo tedesco († 1983)